# حزب اليسار (السويد)
حزب اليسار (بالسويدية: Vänsterpartiet) هو حزب سياسي اشتراكي نسائي في السويد، تأسس عام 1917.

## روابط خارجية
- الموقع الرسمي للحزب
- "Swedish Left Party Surges in Polls with Focus on Climate Action & Fighting Privatization - Democracy Now!". Democracy Now!. مؤرشف من الأصل في 2019-10-18. اطلع عليه بتاريخ 2016-08-08.